# Thu hoạch gốc chặt
Trong các khu rừng trồng ở các vùng của châu Âu, những gốc chặt còn sót lại sau khi bị chặt hạ đôi khi được kéo ra khỏi mặt đất để cung cấp nhiên liệu gỗ cho các nhà máy điện sinh khối. Gốc chặt là gốc của thân cây và rễ cây gỗ kèm theo. Các gốc cây và rễ cây được bứng khỏi mặt đất bằng đầu thủy lực trên máy đào được theo dõi hoặc với đầu cơ khí được trang bị một công cụ đặc biệt cho máy kéo. Thu hoạch gốc cây dự kiến sẽ cung cấp một thành phần ngày càng tăng của vật liệu gỗ theo yêu cầu của ngành năng lượng sinh khối gỗ ở châu Âu. 

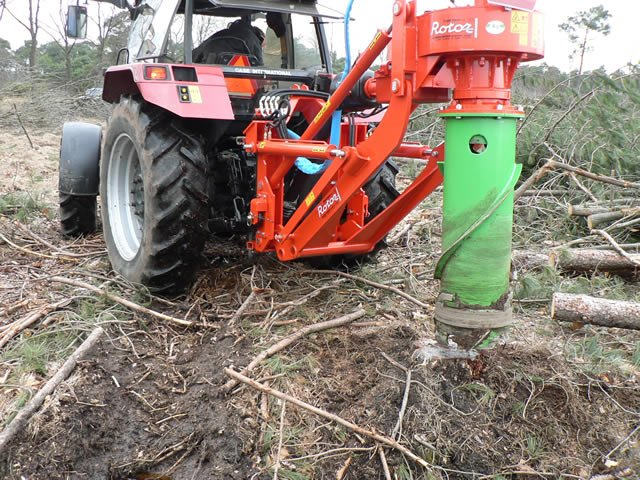
Một máy nghiền gốc đứng trong sử dụng.

## Tính bền vững
Thu hoạch gốc chặt là không phù hợp trên nhiều loại đất nơi việc loại bỏ dẫn đến giảm 1t giá trị dinh dưỡng lâu dài hoặc mất đất carbon không thể chấp nhận được. Ngoài ra, cần phải cẩn thận để tránh các khu vực có khảo cổ học, khu vực nhạy cảm sinh thái, sườn dốc và các khu vực gần suối và sông. Trong nhiều tình huống, việc loại bỏ các gốc chặt dẫn đến mất gỗ hơn nữa dẫn đến mất đa dạng sinh học tiềm năng phụ thuộc vào gỗ.

## Lịch sử

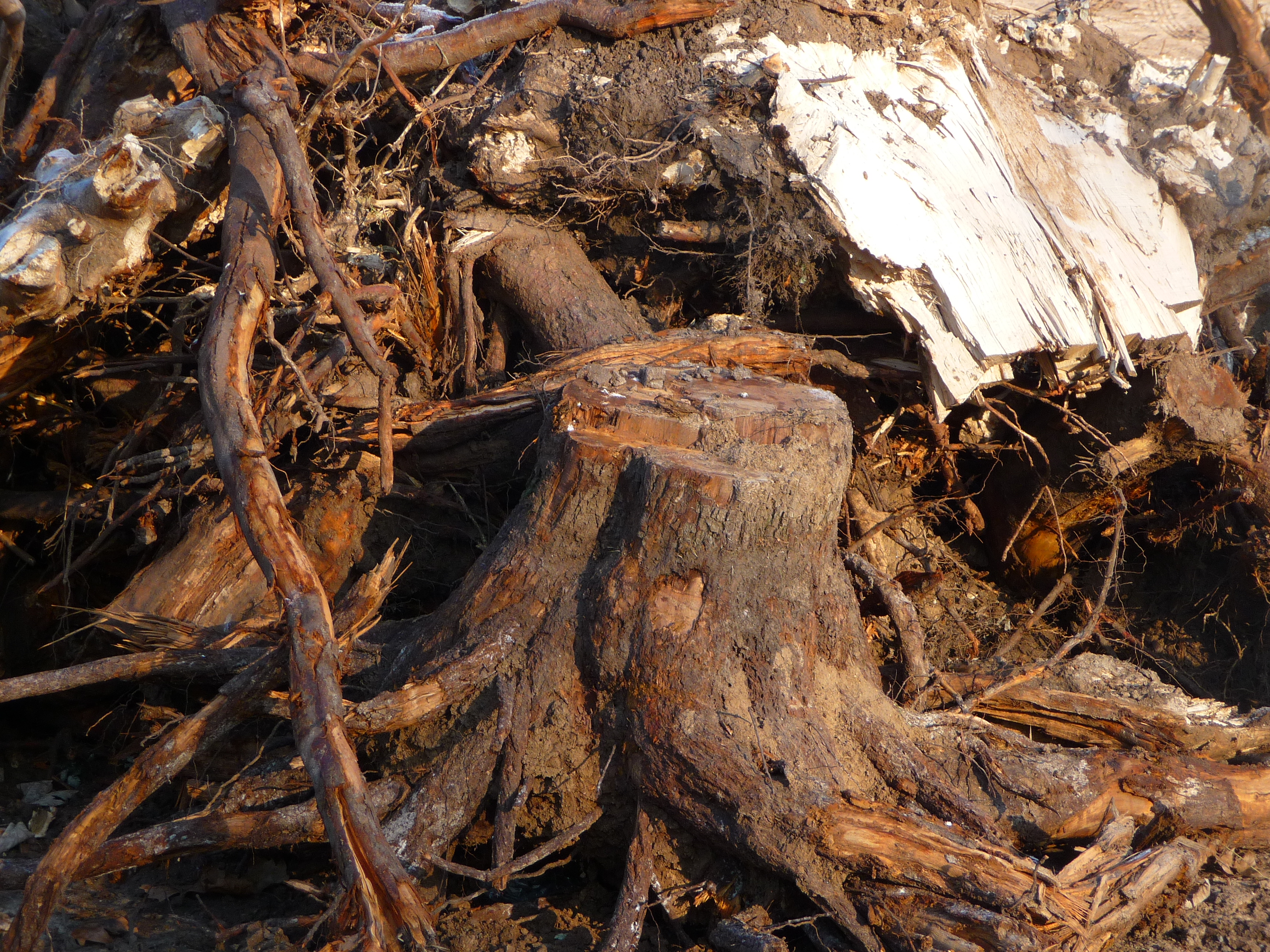
Những gốc cây bị bật gốc

Thu hoạch gốc là một quá trình mới trong khai thác gỗ. Các ghi chép về gốc cây bị đào lên khỏi mặt đất để lấy nhiên liệu gỗ từ hàng trăm năm trước ở châu Âu. Nó đã được thực hiện vào những năm 1970 trong các khu rừng Thụy Điển trước khi phương pháp này bị loại bỏ trong cộng đồng, nhưng hiện đang được xem xét lại rằng có nhu cầu lớn hơn về gỗ nhiên liệu. Ở Anh, gốc cây được loại bỏ trong một số khu rừng để kiểm soát dịch bệnh, đặc biệt là ở miền đông nam nước Anh. Ngoài ra, chúng được khai thác trong đó phục hồi các khu vực rừng trồng để khai thác than bùn vì lý do bảo tồn. Gần đây, việc khai thác gốc cây thương mại quy mô nhỏ đã bắt đầu ở các vùng của Scotland để cung cấp nhiên liệu cho các nhà máy điện sinh khối. Ở Phần Lan, các gốc cây đã từng được sử dụng để sản xuất nhựa đường và than củi. Vào những năm 1970, một số thử nghiệm đã được thiết lập ở Phần Lan để kiểm tra tính khả thi của việc khai thác gốc cây đối với sinh khối gỗ, nhưng chỉ trong những năm gần đây, nó đã phát triển thành một hoạt động thương mại quy mô lớn.